# Claudio D’Attis
Claudio D’Attis (* 7. Januar 1978 in Köln) ist ein deutsch-italienischer Regisseur und Produzent von Kurzfilmen und Dokumentarfilme.

## Leben
Claudio D’Attis wuchs als Sohn der Deutschen Karin Herbort und des Italieners Franco D’Attis in Guagnano auf. Er studierte Kommunikationswissenschaften in Italien und Medientechnik in den USA. D’Attis hat in mehreren deutschen und amerikanischen Städten wie Göttingen, Dresden, Gießen, Weilburg, Wetzlar, Dietzenbach, Wiesbaden und Guadalajara an Digitalisierungsprojekten gearbeitet. Seine Filme, die von einigen Kritikern als „esoterisch“ bezeichnet werden, sind auf MeissenTv, WeilburgTv, AntennaSud, StandaloneStream, OpprimeTv, EoFlix, LIFT Vimeo on Demand oder auf dem Hessencam-Youtube-Kanal zu finden. Von 2022 bis 2024 arbeitete er im Rechenzentrum der Hochschule Esslingen und wechselte 2024 als wissenschaftlicher Projektleiter an den Lehrstuhl für Technikdidaktik am Berufskolleg der Universität Siegen. Neben seiner Tätigkeit als Regisseur engagiert sich D’Attis bei verschiedenen Projekten, wie zum Beispiel bei Youth Globe, einem Netzwerk, das junge Talente fördert und ihnen hilft, ihre beruflichen Ziele zu erreichen. Ein neues Filmprojekt ist der Kurzfilm Holy Bible, der Glaube und künstliche Intelligenz thematisiert. D'Attis lebt mit dem Tänzer Roberto Basile in Wetzlar.

## Auszeichnungen
- 2005: Come Comunica il Comune, Best Shortfilm "Attenzione, Attenzione" - Universität Pisa
- 2008: Mencione Onorifica, Tercer Milenio FilmFestival Guadalajara
- 2020: Best Student Film, Calcutta Cult Film Festival
- 2021: Best Experimental Director, Standalone Film Festival, Hollywood[10][11][12]
- 2022: 3. Platz beim 22. Türkischen Filmfestival Frankfurt in der Sektion Deutsche Filme[4]
- 2024: Best Editing, Hollywood Gold awards: Holy B3.

## Filmografie
- 2006: L’ira tua
- 2007: Seconde Nozze
- 2008: Mis dos Madres
- 2009: Holy Focara
- 2016: Holy Wheel
- 2021: Holy Wine (MEISSEN TV)
- 2022: Holy War
- 2022: Holy Strawberry[13][14]
- 2023: Holy Tape (JugendPreisStiftung)
- 2023: Holy Fire[15]
- 2024: Holy B3 (Holy Bibbia).